# Radio María Perú
Radio María Perú es una emisora de radio católica peruana de cobertura nacional, asociada a la Familia Mundial de Radio María, la cual emite desde la ciudad de Lima una programación completamente especializada en contenidos religiosos católicos.

## Historia
El capítulo peruano de Radio María surgió del trabajo conjunto del sacerdote montfortiano italiano Luciano Ciciarelli y un grupo de voluntarias de la casa hogar "Los Entusiastas" de la ciudad de Lima, iniciado el 28 de abril de 1994 en un espacio alquilado de una hora diario en Radio Santa Rosa, transmitido a las 11:00 de la noche, llamado "Radio María". En un principio se emitían grabaciones, mas luego se hizo programas en vivo con llamadas del público y entrevistas.
El 25 de marzo de 1995, recibieron la visita del Padre Leo Maasburg, representante de la Familia Mundial de Radio María, quien vino a verificar si el carisma de la radio que estaba naciendo en el Perú coincidía con el de Radio María Italia, recibiendo el visto bueno del mismo. El 13 de mayo del mismo año, coincidiendo con la Fiesta de la Virgen de Fátima se constituyó la razón social de la organización, con el título de Asociación Radio María, consolidándose el primer capítulo de la Familia Mundial en Latinoamérica. Durante los primeros años, sería el director Espiritual de Radio María el padre Werner Mülh, Misionero del Sagrado Corazón de Jesús.
Poco después, en busca de una frecuencia propia, consiguen su primera oficina. La misma estaba ubicada en la cuadra 4 de la Avenida Tacna, frente al Santuario y Monasterio de Las Nazarenas. En el mes de julio llega a sus instalaciones el representante de Radio María Italia Emanuelle Ferrario, quien confirmó el apoyo para la instalación de una Radio María en el Perú.
Tras negociaciones infructuosas por una frecuencia FM, el 12 de febrero de 1996, se firmó el contrato de compra de la frecuencia 580 AM perteneciente a Radio Atalaya. Sin embargo, desde este lugar en el dial, la programación de Radio María era únicamente escuchada en Lima.
En junio de 1998 comenzó la expansión de la cobertura de la radio con la adquisición de nuevas frecuencias en el resto del Perú, siendo la primera la del cono sur de Lima. En 1999, esta llegó a las ciudades de Chiclayo, Trujillo, Piura, Paita, Sullana, Talara, Huaral, Juliaca y Ayacucho; en el 2000, a Huaraz, Barranca, Pisco, Chepén y Huancayo; y en el 2001 a Cañete y Chepén.
En el año 2002, asumió la Dirección de Programación el padre Ricardo Rodríguez, de la arquidiócesis de Lima, con cuyos viajes al interior del país comenzaron a transmitirse programas en vivo desde distintas regiones del país. En aquel año, la cobertura continuó expandiéndose hacia el sur del Perú: Arequipa, Villa Pauza, Acarí, Chincha, Ayacucho con la frecuencia en AM y Huacho; en el 2003, la señal llega a Uchiza, Bambamarca, Cajamarca y Cuzco; y hacia el año de 2004, la red alcanza las localidades de Yungay y Carhuaz.
El año 2007 asume el cargo de Director el padre Steffano Tognetti, de la diócesis de Huaraz con el permiso del ordinario, y las ciudades de Tarapoto y Puno son aunadas a la cobertura de la radioemisora.

## Programación
Como sus hermanas, Radio María Perú transmite producciones de contenido cristiano. Se reserva varios espacios para la oración, teniendo amplios espacios para el rezo del rosario (tres coronas al día), la misa diaria –transmitida desde diversas parroquias en toda el Perú– y la Liturgia de las Horas (laudes, vísperas y completas) sí como el rezo de la Coronilla de la Divina Misericordia y el angelus o el Regina Coeli según el tiempo litúrgico. Ofrece además un espacio diario llamado Tejiendo el manto de María, donde los oyentes por vía telefónica pueden hacer sus peticiones de oración.
El segundo componente de su programación son los espacios de estudio de reflexión y de estudio la doctrina católica, como el estudio del Catecismo o el Evangelio del día.
Cuenta también con espacios informativos de actualidad, como un espacio de Radio Vaticana reemitido en toda Latinoamérica y un noticiario nacional, Radio María Hoy. Emiten también el programa Haciendo Iglesia, con información de las actividades eclesiales que se van realizando en el Perú.
A través del espacio diario Vida en penitud ofrecen contenido destinado a la promoción familiar, como asesoría legal, orientación psicológica y especialidades médicas. Además, hay también un espacio de entretenimiento para los niños a las cinco de la tarde, con diversos programas.
En toda la programación se reservan espacios de música cristiana, católica contemporánea principalmente, como de música peruana.
Por su filiación a la Familia Mundial, RM Perú emite algunos programas de otras Radio Marías, como Teología espiritual desde Colombia, así como algunas coproducciones a nivel Latinoamericano, como el Santo Rosario Hispanoamericano o Agenda eclesial de Iberoamérica.
De madrugada, presenta grabaciones de programas presentados a la madrugada tras la última oración del día.

## Frecuencias

### Actuales
- Acari - 93.5 FM
- Arequipa - 620 AM
- Ayacucho - 106.7 FM - 1550 AM
- Bagua - 91.9 FM
- Bambamarca - 99.9 FM
- Barranca - 104.1 FM
- Cajamarca - 730 AM
- Cañete - 103.3 FM
- Carhuaz - 99.3 FM
- Comas - 89.9 FM
- Chocope - 107.7 FM
- Cusco - 1560 AM
- Chepén - 92.7 FM
- Chiclayo - 106.3 FM
- Chincha - 90.9 FM
- Chota - 90.9 FM - 1140 AM
- Cutervo - 106.7 FM
- Huacho - 102.3 FM
- Huancayo - 1240 AM
- Huamachuco - 104.9 FM
- Huaral - 92.5 FM
- Huaraz - 89.3 FM
- Huaycan - 100.5 FM
- Aci - 103.3 FM
- Jircan - 95.5 FM
- Juliaca - 103.9 FM
- Lima - 580 AM
- Lima Sur - 97.7 FM
- Majes - 90.5 FM
- Moyobamba - 700 AM
- Ocobamba - 100.5 FM
- Oxapampa - 100.7 FM
- Paita - 94.1 FM
- Pauza - 90.3 FM
- Piura - 95.3 FM
- Pisco - 90.1 FM
- Purus - 95.3 FM
- Puno - 104.3 FM
- Sullana - 93.7 FM
- Talara - 104.5 FM
- Tarapoto - 89.1 FM
- Trujillo - 94.1 FM
- Tumbes - 107.7 FM
- Uchiza - 97.5 FM
- Ventanilla - 93.3 FM
- Yungay - 92.9 FM
- Yurimaguas - 102.5 FM